# Ana Katia Alves dos Santos
Ana Katia Alves dos Santos (Salvador, 14 de setembro de 1969) é uma pedagoga e professora universitária brasileira. Referência na área de Educação, é Professora do Departamento de Educação da Universidade Federal da Bahia (UFBA), especialista em Metodologia do Ensino, Pesquisa e Extensão, mestra e doutora em Educação pela UFBA, pela linha de Filosofia, Linguagem e Práxis Pedagógica.
É também pós-doutora pela Universidade do Minho, onde atuou como Professora Visitante Sênior no exterior.

## Biografia, formação e vida acadêmica
Ana Katia Alves dos Santos nasceu em 14 de setembro de 1969, em Salvador, na Bahia. Em sua adolescência, durante o ensino médio, cursou o magistério no Instituto Central de Educação Isaías Alves.
Em 1997, aos 28 anos, ingressou na Universidade Católica de Salvador para cursar pedagogia, se formando em 2000 e, no mesmo ano, ingressa na especialização em Metodologia do Ensino Pesquisa e Extensão, na UNEB, e no Projeto Rede UNEB 2000, da Universidade do Estado da Bahia.
Em 2003 inicia seu mestrado na UFBA, tendo, como tese, Ciência da Educação na Bahia: Infância Afrodescendente e Epistemologia Crítica no Ensino Fundamental. Seu mestrado é finalizado em 2005, mesmo ano que inicia seu doutoramento, com a tese Ciência da Educação na Bahia: Infância Afrodescendente e Epistemologia Crítica no Ensino Fundamental. Em 2020, realiza seu pós-doutorado na Universidade do Minho, em Portugal, onde atuou como professora sênior visitante.
No passado, atuou na educação básica, tanto como professora quanto coordenadora, como na gestão pedagógica de escolas e em Organizações Não Governamentais (ONGs). Em 2009, ingressa como Professora na UFBA, onde coordena, entre 2010 e 2012, o PIBID do curso de Pedagogia da UFBA, atuou, até 2015, como supervisora do Pacto pelo Fortalecimento do Ensino Médio e foi consultora/avaliadora do Programa Nacional do Livro Didático e da Secretaria de Educação do Estado da Bahia. Participou de Comissão Científica do Seminário anual Luso-brasileiro de Educação de Infância Portugal-Brasil (2016; 2017, 2019) e fundou o Núcleo Integrado de Estudos e Pesquisas (NEPESSI-UFBA), coordenando o mesmo entre 2017 e 2019.
Ainda como Professora da Faculdade de Educação da Universidade Federal da Bahia (FACED-UFBA), iniciou na disciplina Dimensão Ética da Educação, atuou como pesquisadora no Mestrado Profissional em Educação e coordenadora do Grupo de Discussão (GD) de Didática, entre 2021 e 2022. Hoje colabora com o Programa de Pós-Graduação em Estudos Interdisciplinares sobre a Universidade (PPGEISU), é membra associada da Sociedade Brasileira para o Progresso da Ciência (SBPC), da Associação Nacional de Pós-Graduação e Pesquisa em Educação (ANPED) e do grupo Epistemologia do Educar e Práticas Pedagógicas, onde coordena o Centro de Investigação, Defesa e Educação da Infância (CRIETHUS).

## Obras
Referência na área da Educação, comumente está presente em eventos públicos, como o Itaparica Literária e a Festa Literária Internacional de Cachoeira  e, seus livros, são citados como referências bibliográficas, produções, moções, textos oficiais etc.
Dentre os livros que organizou, escreveu ou co-escreveu, estão:
- Olhares sobre a Docência;
- Ética e Educação;

- Infância Afrodescendente e Epistemologia Crítica no Ensino Fundamental;[16][17]
- Alfabetização para a Infância: Perspectivas Contemporâneas;
- Alfabetização para a Infância: Práticas Etnográficas;
- A Música na Educação Básica;
- Pesquisas e Pedagogias: Educação para as diferença;[18]
- Infâncias Reais: Educação, direitos e família; e
- Práticas de Pesquisa Qualitativa: o Estudo de Caso na Formação Docente do Mestrado Profissional em Educação da FACED/UFBA.[19]